# Вербовое (Синельниковский район)
Вербовое (укр. Вербове) — село,
Новогнедовский сельский совет,
Синельниковский район,
Днепропетровская область,
Украина.
Код КОАТУУ — 1224886402. Население по переписи 2001 года составляло 233 человека.

## Географическое положение
Село Вербовое находится в 1,5 км от левого берега реки Вороной,
на расстоянии в 1 км от посёлка Шахтёрское.
Рядом проходит автомобильная дорога М-18 (E 105).